# Ferenc Kardos
Ferenc Kardos (Galanta, 4 de diciembre de 1933 - Budapest, 6 de marzo de 1999) fue un director de cine, productor y guionista húngaro. Dirigió 23 películas entre 1959 y 1997. Su película Petőfi '73, entró en la sección oficial del Festival Internacional de Cine de Cannes de 1973.

## Filmografía
- Petőfi '73 (1973)
- Foetus (1994)
- A világ legkisebb alapítványa (1997)